# Crocus sativus
Crocus sativus, comumente conhecido como açafrão crocus ou crocus de outono, é uma espécie de planta com flor da família Iridaceae. Uma planta perene cultivada com flores de outono, desconhecida na natureza, é mais conhecida pelo uso culinário de seus estigmas florais como o açafrão de especiarias. O cultivo humano de açafrão e o comércio e uso do açafrão duram mais de 3.500 anos e abrangem diferentes culturas, continentes e civilizações.

## Nomes comuns
A planta é mais comumente conhecida como açafrão. O nome alternativo açafrão de outono também é usado para espécies do gênero Colchicum, que não são parentes próximos, mas se assemelham fortemente aos verdadeiros açafrões; em particular, a espécie superficialmente semelhante Colchicum autumnale é às vezes até referida como açafrão do prado. No entanto, os açafrões verdadeiros têm três estames e três estiletes, enquanto os colchicums têm seis estames e um estilete; e pertencem a uma família diferente, Colchicaceae. Colchicums também são tóxicos, tornando-se particularmente crucial distingui-los do açafrão.

## Morfologia
Crocus sativus desenvolve-se como um cormo subterrâneo, que produz folhas, brácteas, bractéolas e o caule florido. Geralmente floresce com flores roxas no outono. A planta cresce cerca de 10 a 30 cm de altura.

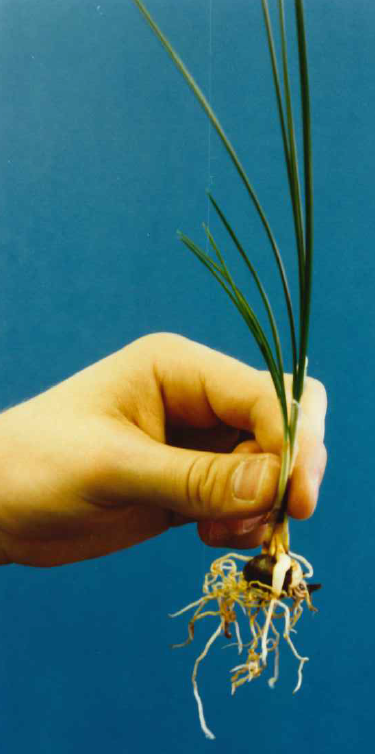
Planta crescendo a partir de um cormo desenvolvido.

## Genética
Saffron crocus é um triplóide com 24 cromossomos (2 n = 3 x = 24), tornando a planta sexualmente estéril devido à sua incapacidade de emparelhar cromossomos durante a meiose. Seu ancestral mais provável é a espécie selvagem Crocus cartwrightianus. Embora C. thomassi e C. pallasii ainda estejam sendo considerados como potenciais predecessores ou contribuintes genéticos, essas hipóteses não foram verificadas com sucesso por comparações de cromossomos e genomas.

## Domesticação
Acredita-se que o açafrão açafrão domesticado provavelmente surgiu como resultado da reprodução seletiva do C. cartwrightianus selvagem na parte sul da Grécia continental. Uma origem na Ásia Ocidental ou Central, embora frequentemente suspeitada, não é apoiada por pesquisas botânicas.

## Uso
Os estigmas da flor são usados como tempero culinário açafrão. Dependendo do tamanho dos estigmas colhidos, as flores de 50.000 a 75.000 plantas individuais são necessárias para produzir cerca de 1 libra de açafrão; cada cormo produz apenas uma ou duas flores, e cada flor produz apenas três estigmas. Os estigmas devem ser colhidos no meio da manhã, quando as flores estão totalmente abertas.

## Cultivo
Como um triploide estéril, C. sativus é desconhecido na natureza e depende da multiplicação vegetativa manual para sua propagação contínua. Como todos os indivíduos cultivados desta planta são clonais, há uma diversidade genética mínima a partir do único evento de domesticação, tornando bastante difícil encontrar cultivares com novas propriedades potencialmente benéficas, muito menos combiná-las por meio de reprodução. Cultivares de açafrão são, no entanto, produzidos por vários meios:
- Seleção clonal. Qualquer planta com uma mutação desejável é mantida e cultivada posteriormente. Esta é a abordagem tradicional.
- Criação de mutações. A mutagênese pode ser usada para causar uma ampla gama de mutações para seleção. Segue-se o processo clonal tradicional.
- Reprodução sexuada. A criação de características desejáveis é muito mais fácil em plantas férteis.
  - Embora a planta não seja autofértil, alguns parentes selvagens podem ser polinizados com sucesso com pólen de açafrão in vitro e formar sementes. Isso cria plantas diplóides férteis contendo material genômico de C. sativus, permitindo que novas características sejam exploradas por meio de polinização cruzada adicional.[18]
  - A duplicação de cromossomos poderia, em princípio, também criar uma planta hexaploide fértil. Tal mudança pode ser possível através da colchicina.[19]

Cormos de açafrão devem ser plantados 4 in (10 cm) separados e em uma calha 4 in (10 cm) profundo. A flor cresce melhor em áreas de pleno sol em solo bem drenado com níveis moderados de conteúdo orgânico. Os rebentos se multiplicarão a cada ano e cada rebentos durará de 3 a 5 anos.

## Galeria

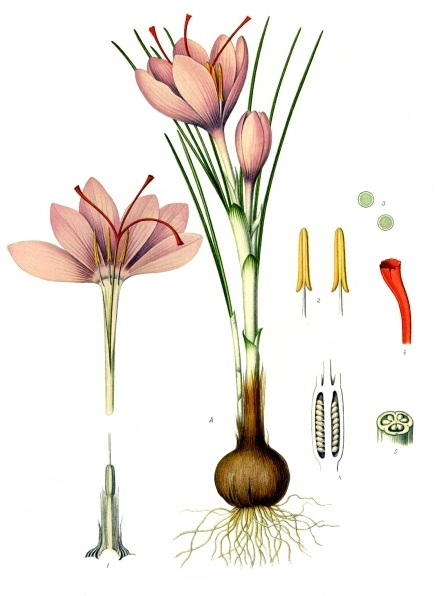
Ilustração do Medizinal-Pflanzen de Köhler (1897)
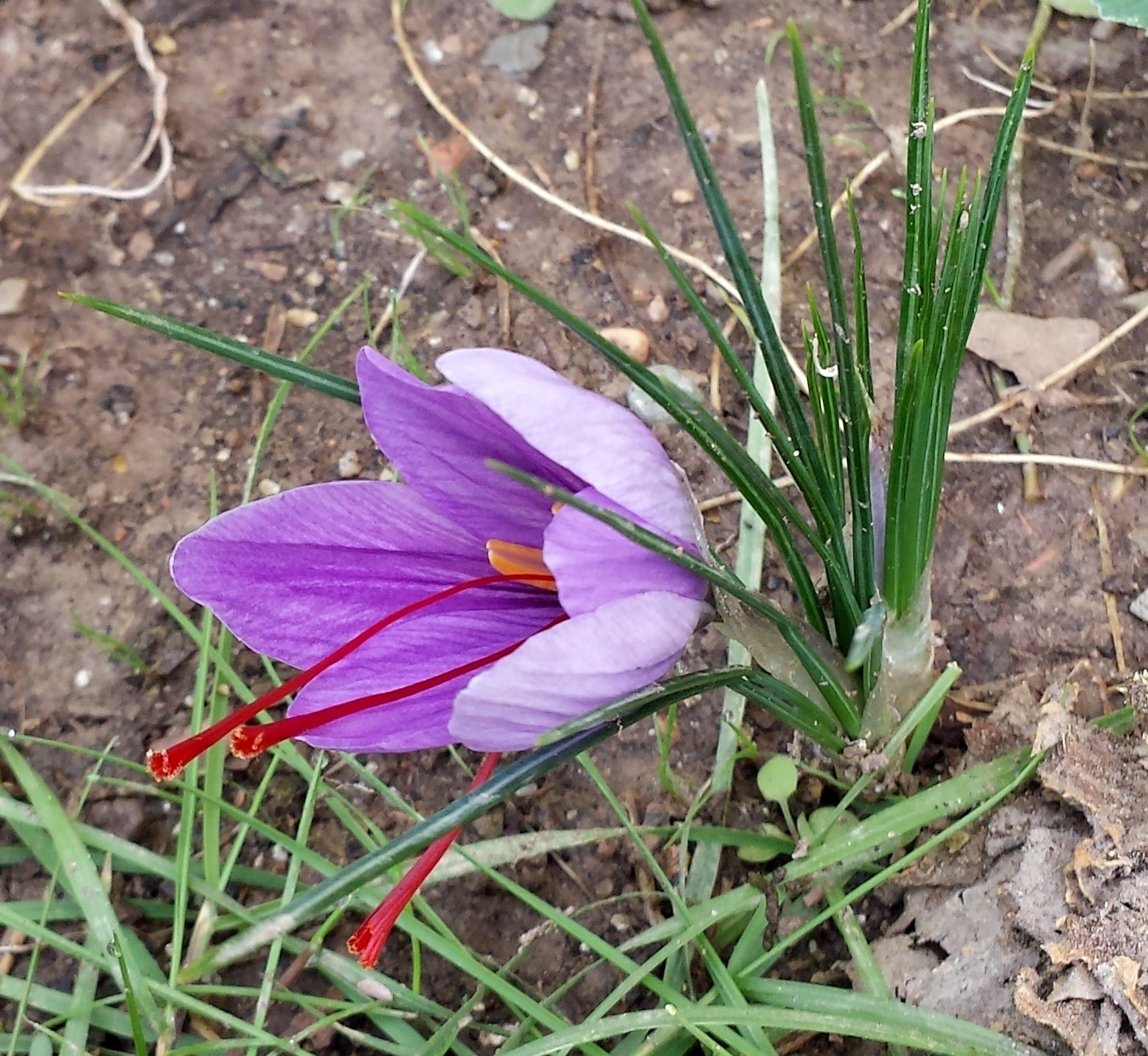
Perfil da flor, Serra de Casteltallat, Catalunha, Espanha
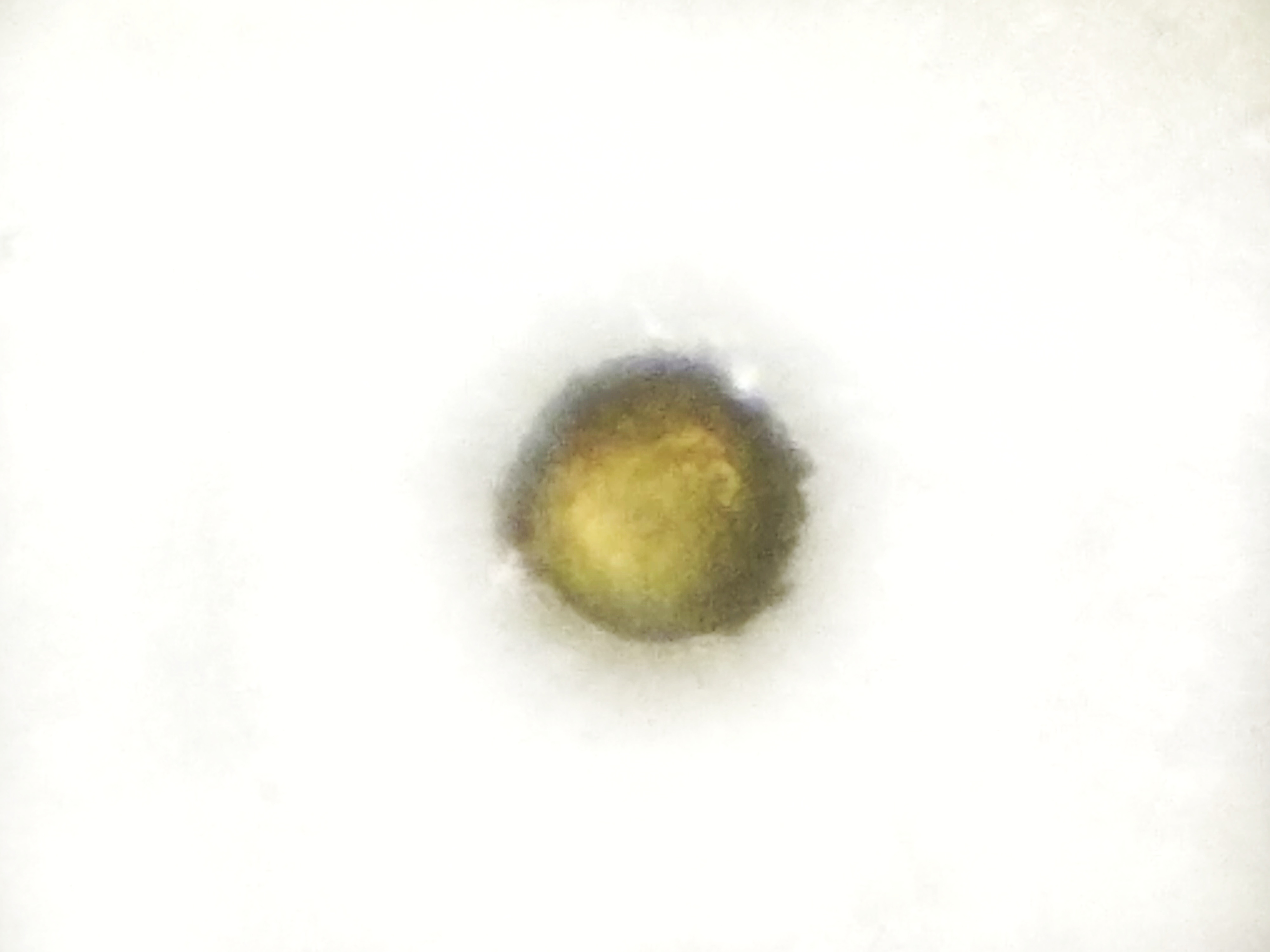
Pólen, Afeganistão
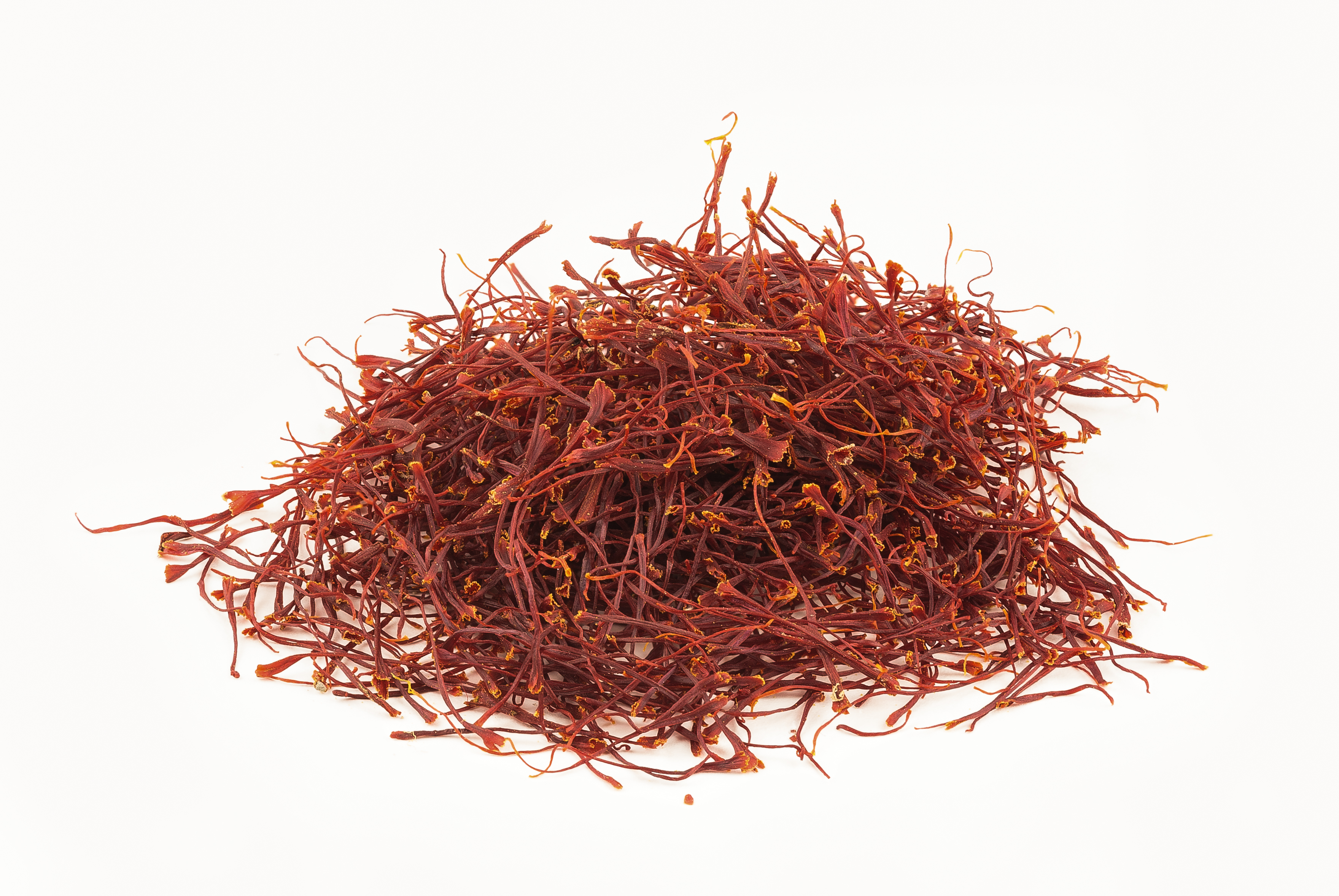
Fios de açafrão são os estiletes e estigmas secos de C. sativus.
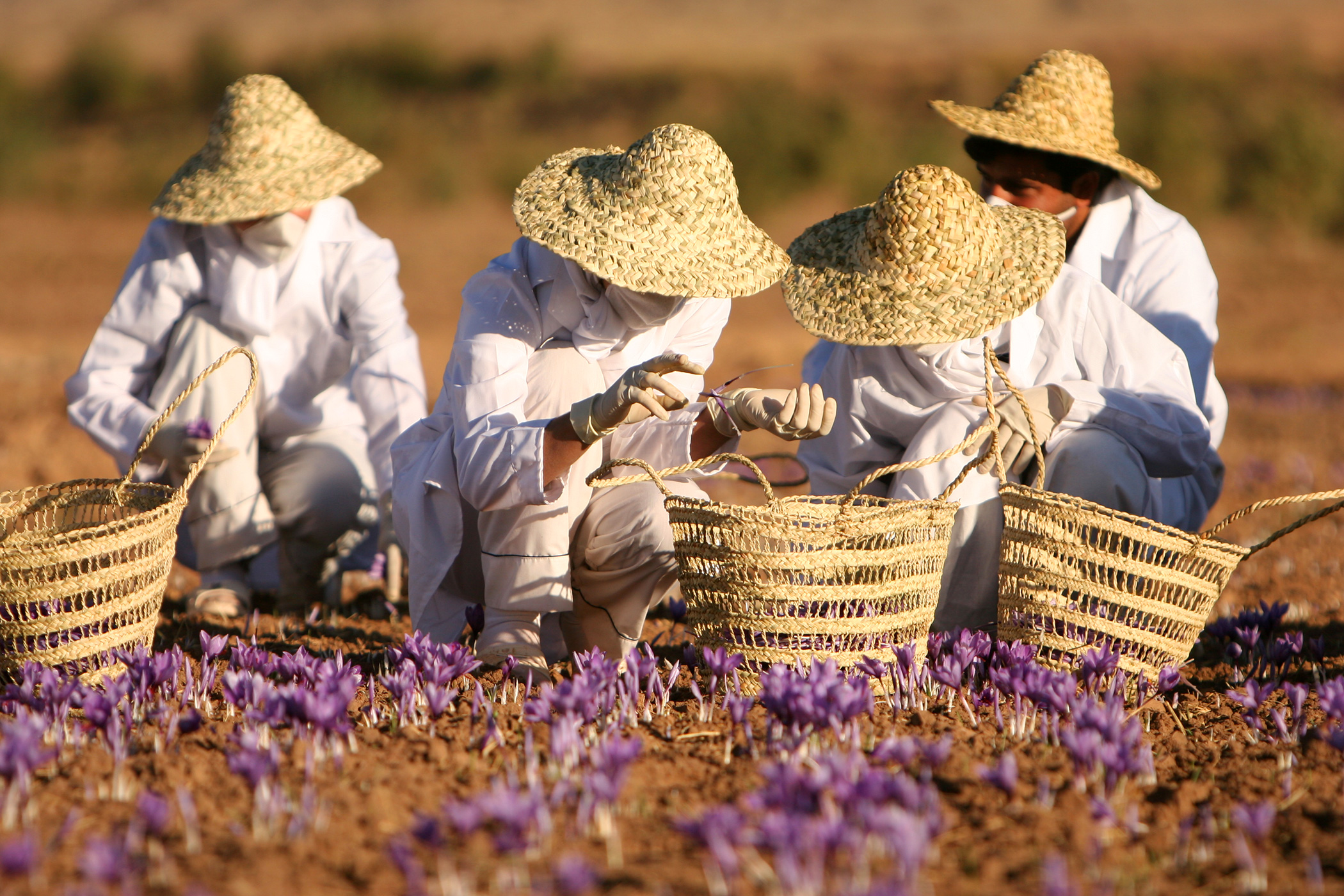
Colheita de açafrão, Torbat-e Heydarieh, Irão